# Beit Warszawasynagoge
De Beit Warszawa Synagoge (Pools: Synagoga Beit Warszawa) is een synagoge in de  wijk Wilanów in de Poolse hoofdstad Warschau.
Het is een liberale joodse synagoge die geopend werd in 1999. Het functioneert als een volwaardige synagoge met regelmatige evenementen, onder andere: vrijdagavond- en zaterdagochtendgebeden. Beit Warszawa is lid van Beit Polska, de overkoepelende organisatie voor het liberaal jodendom in Polen. 
Beit Warszawa begon in 1995 toen Seweryn Ashkenazy een groep vrienden verzamelde om de mogelijkheid te verkennen om een synagoge te creëren voor het liberale jodendom. Voor 1995 was de enige keuze de orthodoxe Nożyksynagoge  in het centrum van Warschau. In de begintijd werd de sjabbatsviering eenmaal per maand gehouden, in het huis van een van de leden van het liberale jodendom. De gemeenschap groeide enorm en men begon elke vrijdagavond een sjabbatsviering te worden gehouden. Buiten deze vieringen werden door de week ook meer evenementen georganiseerd. Men moest dus op zoek naar een ruimte die als synagoge kon dienen, dit gebeurde dan ook in 2003. 